# 多言語サイト
多言語サイト（たげんごサイト)は、同一または類似の内容を複数の言語に翻訳したウェブサイトのこと。インターネットのグローバル性を利用して外国人への情報伝達に利用される。

## 技術的な問題
かつては各国の文字コードの違いが多言語サイトを構築する上で障害になっていた。現在は、Unicodeという世界統一文字コードが、世界の主要な文字のほとんどを表現することができる。

## 多言語化の手段
多言語サイトを実現するための翻訳作業には、人手による翻訳と翻訳ソフトによる機械翻訳がある。

### 人手による翻訳
翻訳会社に依頼されることが多い。

### 機械翻訳
機械翻訳は近い言語でないと精度が低い状況にあったが、2010年代以降かなり精度が向上している。とはいえ、完全な機械化は不可能で、両言語に精通した翻訳者の修正が不可欠である。現状では翻訳のスピードアップのために用いられることが多い。

## 多言語サイトの展開
多言語サイトの展開が最も進んでいる国のひとつは韓国である。政府省庁や道レベルの地方自治体はもちろん、人口がさほど多くない自治体でさえ、韓国語版、英語版、ならびに、隣国の言語である日本語と中国語の公式サイトを作るのが標準になっている。日本でも中央省庁や大都市では多言語サイトの展開が進んでいるが、英語に偏重することが多い。大都市以外の市や町村では日本語のみの公式サイトしかないところもある。
韓国の主要新聞社は韓国語版、英語版、日本語版、中国語版で詳細な自国ニュースを世界に発信している。日本の新聞社は、主要新聞でも日本語以外に極めて簡略化された英語版がある程度である。
Wikipediaは百科辞典の分野でボランティアが多言語化を展開するユニークな企てであり、英語をはじめ日本語、フランス語、ドイツ語など主要言語版ではすでに相当な情報が蓄積されており、マイナー言語でも展開が試みられている。また外国人との接触が少ない少数民族が自己の政治的主張を展開したり、民族文化を紹介するために多言語サイトの設置を進めるなどの動きもあり、今後インターネットのグローバル性を利用して多言語サイトの多様な展開が予想される。